# 阿拔斯入侵小亞細亞 (782年)
782年阿拔斯對小亞細亞的入侵為阿拔斯帝國對拜占庭帝國發動的軍事行動。該入侵為阿拔斯在拜占庭取得一系列勝利後，為展現其軍事力量而發動。在阿拔斯王子哈倫·拉希德的統領下，阿拔斯軍隊最遠到達了於斯屈達爾，另有一支部隊袭击了小亚细亚西部并打败了駐紮在那的拜占庭部队。由於拉希德並不打算圍攻君士坦丁堡，也沒有任何可渡海的船隻，遂原路折返。
在此期间，拜占庭消滅了留在弗里吉亚保护阿拔斯军队后方的支队，使之能够将拉希德的军队困在他们自己汇合的部队之间。然而，亚美尼亚将军塔扎茲的叛变使拉希德的軍隊重新占据了上风。隨後阿拔斯王子要求停戰，並扣留了包括伊琳娜女皇的首席大臣斯陶拉基奧斯在內的拜占庭高级使节，迫使伊琳娜同意休戰三年，每年須支付一筆沉重的貢金。之後，伊琳娜暫時將注意力轉到巴爾幹半島上，後來在786年又再一次開戰，直到來自阿拉伯愈發龐大的壓力迫使之再次在798年簽訂了另一項與782年雷同的休戰書。

## 背景
拜占庭帝國皇帝君士坦丁五世利用740年代的倭马亚王朝的內戰及之後的阿拔斯革命爆發期間，率領拜占庭軍隊並得以從阿拉伯手上奪得東部邊界戰事的主動權，並採取激進戰略。隨著阿拔斯政權在760-70年代逐步鞏固，局勢逐漸變得膠著，因為阿拔斯重新恢復對小亞細亞的大規模襲擊。此時的拜占庭軍隊尚可對其進行沉重打擊，是以在778年，拜占庭軍隊在米海爾·拉哈諾德拉孔的率領下，成功占領了日耳曼尼科亚，並掠奪了大量戰利品，帶走大量敘利亞基督徒，擊敗由阿拔斯將領圖瑪瑪·伊本·瓦利德率領的阿拉伯軍隊。第二年，拜占庭佔領了要塞城市哈达斯並夷平之，迫使當時的哈里發馬赫迪任命哈桑·伊本·瓜塔巴來取代這位態度消極的圖瑪瑪。之後，哈桑率领3万以上大军入侵拜占庭领土，但拜占庭並没有表達抗議，并將軍隊撤回到戒備森嚴的城镇與庇護處，直到哈桑迫於物资匮乏，鎩羽而歸。
為了應對拜占庭的一系列成功，哈里發馬赫迪決定御駕親征。780年3月12日，馬赫迪離開巴格達，經阿勒坡向哈達斯進軍，並對其城防進行加固，後來行軍到阿拉比索斯時即脫離軍隊並返回巴格達，並由其子兼繼承人哈倫·拉希德（或稱其別號哈倫）指揮一半的軍隊，於日後襲擊了亞美尼亞軍區並佔領了塞马路斯小堡；而被委以重任的圖瑪瑪則深入小亞細亞，一直向西推進到色雷斯西亞軍區時被拉哈諾德拉孔的軍隊重創。781年6月，當阿拉伯軍隊在欧麦尔·本·赫塔卜之曾姪子阿卜杜勒·卡比尔率領下在哈達斯集結，並準備進行一年一次的侵襲之時，女皇伊琳娜召集了小亞細亞的軍區軍隊，並交給萨凯拉里奥斯宦官約翰統領。阿拉伯軍隊穿過哈达斯山口進入拜占庭卡帕多西亞軍區，遇見了由米海爾·拉哈諾德拉孔領導的拜占庭聯軍。在隨後的戰事中，阿拉伯軍隊慘敗，並導致阿卜杜勒·卡比尔離開戰場並撤回敘利亞。
此次敗北讓哈里發憤而準備一場新的遠征。這是阿拉伯在8世紀下半葉對拜占庭發動的最大的一場遠征，旨在展現其力量與哈里發的權威。據稱該軍隊共有95,793人，為拜占庭軍隊布署在小亞細亞的兩倍兵力，哈里發為此支付了約160萬索利都斯：該價錢幾乎等同於當時拜占庭帝國一年的總收入。

## 戰役經過
782年2月9日，哈倫離開了巴格達，隨後阿拉伯軍隊穿越奇里乞亞山口，橫跨托魯斯山脈，並迅速占領了拜占庭邊境城市馬吉達。爾後，他們沿著軍用道路穿過高原進入弗里吉亚。在那裏，哈倫讓其副將拉比·伊本·尤努斯圍攻納科利亞並保護軍隊後方，另一支據說有三萬兵馬的部隊，在巴爾馬基（為巴爾馬克家族中的一位不知名成員，可能是指葉海亞·伊本·哈立德）率領下，派去襲擊小亞細亞豐沛的西部沿岸，哈倫本人則率領主力部隊進攻奧普西金軍區。具體資料（包括宣信者狄奧法內斯、敘利亞的米海爾與塔巴里）對後續事件的描述中各有不同，但總體進程可以被還原。
根據沃倫·崔德戈德表示，拜占庭軍隊似乎是由斯陶拉基奧斯：女皇伊琳娜的首席宦官來領導，他的策略是避免与哈伦的庞大军队發生正面冲突，而是等到它分開來，独立進發之時，將他們逐一擊破。拉哈諾德拉孔領導的色雷斯軍隊在一個叫做达雷诺斯的地區與巴爾馬基的軍隊對峙但被大敗（狄奧法內斯稱有15000人；敘利亞的米海爾稱有10000人）；拉比围攻纳科利亚的结果尚不明朗，可能已經敗北。狄奧法內斯的口吻意味著該鎮可能被攻佔了，但敘利亞的米海爾表示阿拉伯軍隊傷亡慘重，沒能攻佔該鎮──这一版本的事件得到了传记资料的证实。塔巴里表示，亞齊德·伊本·馬扎亞德·沙伊巴尼領導的部分主力軍在尼西亞遇到了一支由某个「伯爵中的伯爵」（也许是奧普西金軍區伯爵）領導的拜占庭軍隊。在隨後的戰鬥中，該伯爵在與阿拉伯將領的單打獨鬥中中傷，最後因無力回天而撤退，他可能撤到尼科米底亞，那里聚集了禁军统帅屬下的塔格瑪軍團（皇家近衛軍）。哈倫沒有理會該軍團，並向與君士坦丁堡隔著博斯普魯斯海峽的克里索波利斯進發。由於阿拉伯軍隊並沒有可穿越博斯普魯斯海的船隻，且他們一開始就沒有要進攻君士坦丁堡，哈伦此次進軍可能只打算做為一次武力展現而已。
此外，儘管目前為止哈倫仍居於上風，但是它的地位仍然不穩，先前拉比的敗北已經危及他與阿拔斯哈里發之間的通信路線，因此在他掠奪了君士坦丁堡在亞洲的郊區後，遂調轉進軍方向，但在其沿尼西亞以東的薩卡里亞河谷進軍之時，他的後方被安東尼領導的塔格瑪軍團，和由塔扎茲領導的布塞拉里亞軍區部隊所包圍。幸運的是，先前在760年從阿拉伯統治的故鄉叛逃到拜占庭的亚美尼亚王子塔扎茲，此時此刻正与君士坦丁五世的圣像破坏者关系密切，並与哈倫秘密取得联系。塔扎茲提出支援哈倫，來換取前者和他的家人能被赦免並安全返回他的家乡亚美尼亚：對此宣信者狄奧法內斯用塔扎茲對女皇伊琳娜的親信斯陶拉基奧斯之敵意來解釋這個行為，但他顯然掩蓋了對伊琳娜政權的廣泛不滿。正如德國拜占庭學家拉爾夫-約翰內斯·利勒所寫的：「在新政權下，塔扎茲沒看到自己有什麼大的機會，並確實利用了形勢來給他提供新機會。」
是以，當哈倫要求對方談判時，伊琳娜派出由她的三位最高级官员：專制君主安東尼、政務官彼得和斯陶拉基奧斯本人组成的代表团出行，而他們都對自己的軍事地位充滿自信，但是，他們忽視了對自身的安全與人質的承諾，繼而導致他們到達阿拉伯軍營時就被當作囚犯扣押，再加上塔扎茲的背叛與其部隊的不可靠，伊琳娜現在不得不為釋放他們（尤其是斯陶拉基奧斯）而進行談判。
兩國最後達成为期三年的休战协议，代價是拜占庭每年需上繳巨额贡金──阿拉伯资料中提到的金額在7万到10万索利都斯之间，而有一个资料还提到1万块丝绸。塔巴里的紀錄上記載其贡金金额為「九万或七万金第纳尔」，並在「每年四月初和六月」支付。此外，拜占庭有义务为哈伦的军队在歸途中提供补给和向导，并交出塔扎茲的妻子和财产，哈伦則释放了他所有的俘虏（根据塔巴里的说法是5643人），但保留了他得手的丰富戰利品，並在782年9月返回巴格達。塔巴里在他的远征记述中说，哈伦的部队缴获了194,450金第纳尔和21,414,800銀迪拉姆，在战斗中杀死54,000名拜占庭士兵，俘虏2,090人，俘虏了20,000多头骑兽，同时屠杀了10万头家牛和綿羊。塔巴里还报告说，掠夺財產如下分配：「一匹工作马以一迪拉姆的价格出售，一头骡子不到十迪拉姆，一件外套不到一迪拉姆，二十把剑以一迪拉姆出售」──在当时，一到二迪拉姆通常是一个工人或士兵的日薪。

## 後續
此次阿拉伯的成功入侵對拜占庭本身產生重大影響，此次結果重創了女皇伊琳娜的威望，而有著能力的老牌將領塔札茲則被拜占庭拋棄，成為阿拔斯在其家鄉亞美尼亞的統治者；另一方面，儘管拜占庭簽訂了屈辱的和平條約，但是對於拜占庭的實質損害不大，特別是考量了阿拉伯軍隊的攻勢來看。在之後的三年休戰期間，伊琳娜加強了她的內部地位。她似乎已然解雇了大部分「守旧派」将军，而其中，长期任职且狂热的偶像崇拜者米海爾·拉哈諾德拉孔成為此次不流血清洗中最突出的受害者。她透過這種方式，確保了對軍隊的控制，并能够重新集中精力扩大、巩固拜占庭对巴尔干半岛斯克莱文尼人的控制。
据葉耳孤比所说，阿拉伯人在停战协议后仍对小亚细亚发动袭击。但这些军事行动的规模可能都很小，因為主流資料普遍认为两国的和平保持了三年。直到785年春天，伊琳娜加強了對軍隊的控制，並準備在国内战场上与圣像崇拜者对抗，于是决定停止向阿拉伯纳贡，兩國再度开战。786年初，拜占庭取得重大勝利，将奇里乞亞的哈達斯要塞——阿拔斯王朝过去五年中跨境探险要地及軍事据点——洗劫一空并夷为平地。然而在同年，哈倫·拉希德繼位哈里發後，阿拔斯再次掌握主動權。最终，在798年，伊琳娜被迫求和，和约内容與782年一致。

## 來源
1. ↑  Lilie 1996，第147–149頁.
2. ↑  Treadgold 1988，第33–34頁.
3. 1 2  Brooks 1923，第123頁.
4. 1 2  Makripoulias 2002，Chapter 1 .  [2012-03-16]. （原始内容存档于2013-11-09）..
5. 1 2  Treadgold 1988，第34頁.
6. 1 2 3  Brooks 1923，第124頁.
7. 1 2  Lilie 1996，第148頁.
8. ↑  Treadgold 1988，第66–67頁.
9. ↑  El-Hibri 2010，第302頁.
10. ↑  El-Hibri 2010，第278–279頁.
11. ↑  Kennedy 2001，第105–106頁.
12. ↑  El-Cheikh 2004，第89–90頁.
13. ↑  Bosworth 1989，第xvii頁.
14. ↑  Bonner 1996，第99–106頁.
15. ↑  Haug 2011，第637–638頁.
16. ↑  Lilie 1996，第150頁.
17. ↑  Treadgold 1988，第67頁.
18. 1 2  Lilie 1996，第150–151頁.
19. ↑  Treadgold 1988，第67–68頁.
20. 1 2  Treadgold 1988，第68頁.
21. 1 2  Makripoulias 2002，Chapter 2.1 .  [2012-03-16]. （原始内容存档于2013-11-09）..
22. 1 2 3 4  Mango & Scott 1997，第629–630頁.
23. 1 2  Lilie 1996，第151頁.
24. ↑  Treadgold 1988，第68–69頁.
25. ↑  Kennedy 1990，第220–222頁.
26. 1 2 3  Treadgold 1988，第69頁.
27. 1 2 3  Makripoulias 2002，Chapter 2.2 .  [2012-03-16]. （原始内容存档于2013-11-09）..
28. 1 2 3  Lilie 1996，第152頁.
29. ↑  Canard 1926，第102–103頁.
30. 1 2  Kennedy 1990，第221頁.
31. ↑  Treadgold 1988，第69頁 interprets this to mean two annual installments, of 90,000 and of 70,000 coins on April and June respectively.
32. ↑  Treadgold 1988，第69–70頁.
33. ↑  Kennedy 2001，第78–79頁.
34. ↑  Treadgold 1988，第70ff.頁.
35. ↑  Lilie 1996，第153, 173ff.頁.
36. ↑  Makripoulias 2002，Chapter 3 .  [2012-03-16]. （原始内容存档于2013-11-09）..
37. ↑  Lilie 1996，第153–154頁.
38. ↑  Brooks 1923，第125頁.
39. ↑  Treadgold 1988，第78–79頁.
40. ↑  Brooks 1923，第125–127頁.
41. ↑  Treadgold 1988，第101–105, 111–113頁.